# Pleurothallis linguifera
Pleurothallis linguifera är en orkidéart som beskrevs av John Lindley. Pleurothallis linguifera ingår i släktet Pleurothallis och familjen orkidéer. Inga underarter finns listade i Catalogue of Life.